# Ewa Skrzypek
Ewa Skrzypek (ur. 17 marca 1963) – polska piosenkarka i autorka tekstów piosenek.

## Kariera
Karierę rozpoczęła w latach 80, natomiast przed szerszą publicznością zadebiutowała w 1990 roku w programie Premie i premiery piosenką Od dziś należeć chcę do ciebie, z muzyką Zbigniew Szularza. Krótko po tym występie nawiązała współpracę z piosenkarką Anną B, z którą dwukrotnie wystąpiła na Krajowym Festiwalu Piosenki Polskiej w Opolu. W 1990 zaprezentowały utwór Marka Bychawskiego, który napisał utwór pod pseudonimem J. Rapacki, z tekstem Anny Gmitrzuk – O dwóch takich co ukradły portfel, uzyskując za ten występ nagrodę operatorów. Rok później w Opolu zaprezentowały utwór Złote pończochy z muzyką Jerzego Jarosława Dobrzyńskiego i słowami Jacka Skubikowskiego. W latach 90. związana była ze studiem K&K Singers. W 1996 wydała debiutancki album Lalka, płytę, który wydała wytwórnia Omega Music. W 2003 wydała drugi album Kobiecy świat, który wydały Polskie Nagrania.

## Dyskografia
Solo:
- Lalka (1996)[12]
- Kobiecy świat (2003)[13]

Single:
- Jeszcze Z Tobą Zatańczę / Przytulanka (1997)[14]